# Cockney

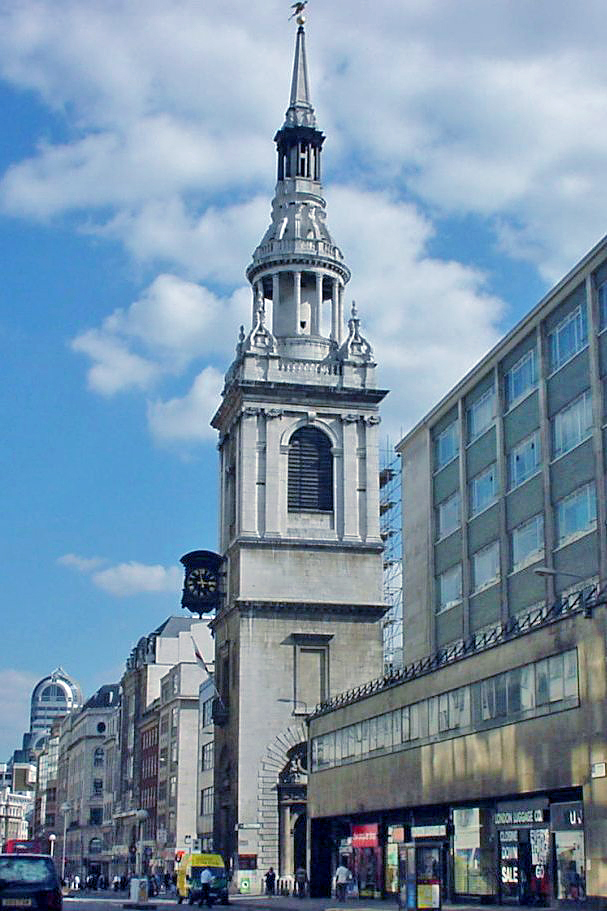
Kyrkan St Mary-le-Bow

Termen cockney har haft ett antal distinkta geografiska, sociala och lingvistiska associationer. Cockney var ursprungligen en nedsättande term som användes om alla stadsbor, men gradvis blev betydelsen inskränkt till att omfatta Londonbor, och speciellt "Bow-bell Cockneys", de som var födda inom hörhåll för Bow Bells, klockorna i St Mary-le-Bow i Cheapsidedistriktet i City of London. Det kom slutligen att användas med syftning på dem som bodde i Londons East End, eller generellt för alla Londonbor av arbetarklass. Till St Mary-le-Bows klockor är flera icke belagda historier knutna, bland annat sägs Dick Whittington på 1300-talet ha kallats tillbaka till London med dess klockor. Under tudortiden ringde klockorna på kvällarna till utegångsförbud och markerade tiden när utskänkningsställena skulle stänga.

## Definition
Den gamla kyrkan förstördes i den stora stadsbranden 1666 och en ny kyrka uppfördes efter ritningar av sir Christopher Wren och hade ett klockspel med åtta klockor i det 60 meter höga tornet. Idag har kyrkan 12 klockor. I äldre tider kunde ljudet av klockorna höras flera kilometer bort, men kyrkan är numera omgiven av ett intensivt stadsliv och höga kontorsbyggnader i City och de närmaste bostadsområdena finns nästan en kilometer bort i området kring Barbican (som idag är ett medelklassområde). Trots detta definierar sig en hel del Londonbor fortfarande som Cockney och anser att begreppet idag innefattar karaktärsdrag som att de är stridbara, stolta, slagfärdiga och beredda att försvara sig.
Den traditionella bilden av Cockneyborna är i stort en anakronistisk förvanskning av en påhittad äldre tid.

## Ordet cockney
Ordet cockney kommer från medeltidsengelskans cockney vilket betyder tuppägg. Uttrycket syftar på ägg lagda av unga hönor som inte riktigt har fått grepp om hur det går till. Använt om en människa skulle det betyda att han är svag, i motsats till människorna på landet. Det började användes om Londonborna på 1600-talet. Första gången ordet användes var sannolikt i en satir av Samuel Rowlands,  The Letting of Humours Blood in the Head-Vaine där han refererade till ”Bow-bell Cockney”. 1617 nämndes det första gången i en ordlista.
I svenska språket är ordet "cockney" belagt sedan 1906.

## Cockneyspråket
Cockneytalade personer har en distinkt dialekt och använder en rytmisk cockneyslang. Dialekten har många lånord, bland annat från jiddisch och är idag inte längre begränsad till London utan märks även i australiensisk engelska. Cockney är även känt för att inte uttala T, H eller R ordentligt. Cockney är delvis påverkat av franskan.
Cockney är rikt på slanguttryck.

## Cockney i litteraturen och på scenen
- Eliza Doolittle i George Bernard Shaws Pygmalion (se också My Fair Lady)
- William Somerset Maughams novel Liza of Lambeth
- EastEnders (brittisk långkörande såpopera)
- Chas'n'Dave (Charles "Chas" Hodges & David "Dave" Peacock); brittisk sång- och låtskrivarduo bildad på 1970-talet, men fortfarande aktiv.
- Punkbandet The Cockney Rejects
- Låten Bell Boy av The Who med trummisen Keith Moon på sång.